# Boldovke
Boldovke (lat. Monimiaceae nom. cons.), biljna porodica u redu lovorolike s oko 260 (258) priznatih vrsta
Ime porodice u hrvatskom jeziku dolazi po čileanskom drvetu boldo (Peumus boldus)

## Potporodice i rodovi
1. Familia Monimiaceae Juss. (258 spp.)
  1. Subfamilia Hortonioideae Thorne & Reveal
    1. Hortonia Wight ex Arn. (3 spp.)

  2. Subfamilia Mollinedioideae (J. R. Perkins) Thorne
    1. Tribus Hedycaryeae A. DC.
      1. Decarydendron Danguy (4 spp.)
      2. Ephippiandra Decne. (6 spp.)
      3. Hedycarya J. R. Forst. & G. Forst. (16 spp.)
      4. Kibaropsis Vieill. ex Guill. (1 sp.)
      5. Levieria Becc. (7 spp.)
      6. Tambourissa Sonner (45 spp.)
      7. Xymalos Baill. (2 spp.)

    2. Tribus Mollinedieae Perkins
      1. Austromatthaea L. S. Sm. (1 sp.)
      2. Kairoa Philipson (4 spp.)
      3. Kibara Endl. (39 spp.)
      4. Matthaea Blume (7 spp.)
      5. Macropeplus Perkins (4 spp.)
      6. Macrotorus Perkins (2 spp.)
      7. Grazielanthus Peixoto & Per.-Moura (1 sp.)
      8. Mollinedia Ruiz & Pav. (61 spp.)
      9. Parakibara Philipson (1 sp.)
      10. Steganthera Perkins (20 spp.)
      11. Wilkiea F. Muell. (12 spp.)
      12. Pendressia Whiffin (1 sp.)
      13. Hemmantia Whiffin (1 sp.)

    3. Tribus Hennecartieae Philipson
      1. Hennecartia Poiss. (1 sp.)

  3. Subfamilia Monimioideae Raf.
    1. Tribus Palmerieae Philipson
      1. Palmeria F. Muell. (14 spp.)

    2. Tribus Monimieae Rchb.
      1. Monimia Thouars (3 spp.)

    3. Tribus Peumieae (Schodde) Philipson
      1. Peumus Molina (1 sp.)

  4. Subfamilia incertae sedis
    1. Lauterbachia Perkins (1 sp.)

## Vanjske poveznice
|  | Zajednički poslužitelj ima još gradiva o temi Monimiaceae |
|  | Wikivrste imaju podatke o taksonu Monimiaceae             |